# Chlorita aclydifera
Chlorita aclydifera är en insektsart som beskrevs av Dlabola 1963. Chlorita aclydifera ingår i släktet Chlorita och familjen dvärgstritar. Inga underarter finns listade i Catalogue of Life.